# Diana Fajardo Rivera
Diana Fajardo Rivera (Zipaquirá, Cundinamarca, 6 de enero de 1964) es una abogada y politóloga colombiana. Desde 2017 hasta el año 2025 ocupo el cargo de magistrada de la Corte Constitucional de Colombia.

## Biografía
Nació en Zipaquirá, Colombia. Derecho y Ciencia Política en la Universidad de los Andes en Bogotá. Es especialista en Gestión Pública e Instituciones Administrativas de la misma Universidad. Como abogada y politóloga se ha desempeñado en la academia, el sector privado y en sector público colombiano.
El 6 de junio de 2017, fue ternada por la Corte Suprema y elegida por el Senado de la República con 48 votos a favor como magistrada de la Corte Constitucional de Colombia. Participó del proceso que culminó con la reforma constitucional de 1991.
Antes de llegar a la Corte Constitucional como magistrada titular, se desempeñó como magistrada auxiliar del mismo Tribunal entre 2009 y 2013 en el despacho de la magistrada María Victoria Calle Correa y fue directora de Políticas y Estrategias de la Agencia Nacional de Defensa Jurídica del Estado desde 2013 hasta 2017.
Dentro del sector público se ha desempeñado como Asesora Jurídica para el Consejero Presidencial para las Comunicaciones, asesora jurídica para el consejero presidencial para el Desarrollo Constitucional, asesora jurídica para el consejero presidencial para la Reforma y la Asamblea Constitucional, asesora jurídica del ministro y viceministro de Gobierno, secretaria privada del gobernador de Cundinamarca, jefe de la Oficina Jurídica del Ministerio de Gobierno, secretaria general del Ministerio del Interior, asesora jurídica del Consejo Regional de Política Económica y Social (Corpes) para el Centro-Oriente, Asesora Jurídica de la Secretaría Jurídica de la Presidencia de la República, Asesora Jurídica del Secretario de Gobierno de la Alcaldía Mayor de Bogotá.
En el sector privado ejerció como docente e investigadora del Departamento de Ciencia Política de la Facultad de Ciencias Sociales de la Universidad de Los Andes, investigadora política en el Centro de Estudios Sociopolíticos, directora ejecutiva de Colombia Internacional, asesora investigativa de Programas de Inversión Energética en Celgac S.A., investigadora jurídica del Centro de Estudios Socio Jurídicos de la Universidad de los Andes (CIJUS) y del Centro Interdisciplinario de Estudios sobre Desarrollo de la misma Institución, y asesora jurídica del Colegio Claustro Moderno de Bogotá-Colombia.

### Magistrada de la Corte Constitucional
Como Magistrada de la Corte Constitucional de Colombia dio su voto a favor en el controvertido tema de la despenalización total del aborto inducido hasta la semana 24 de gestación (2022).
En la Undécima Versión Premios Excelencia en la Justicia que entrega la Corporación Excelencia en la Justicia (CEJ) para exaltar y reconocer el trabajo de los funcionarios judiciales, así como las sentencias que han tenido mayor impacto en el país, el jurado decidió otorgarle el premio “Mejor magistrado de Alta Corte". Destacó la CEJ que Fajardo Rivera ha liderado temas relativos a la lucha contra la violencia de género y la defensa de nuevos estándares de inclusión y diversidad, destacándose sus ponencias relativas al derecho a la educación (en particular en situaciones asociadas a la pandemia), derechos de las víctimas, medio ambiente, así como en derechos sexuales y reproductivos de la mujer.[cita requerida]
En la misma versión la magistrada también recibió el premio a “Mejor sentencia por su impacto social” por la Sentencia T-028 de 2022, la cual estableció que los pensamientos u opiniones que los periodistas expresan en el ejercicio de su profesión no son susceptibles de rectificación.
De otro lado, durante su presidencia, en el marco de los XII Premios Excelencia en la Justicia de la CEJ, la magistrada Fajardo Rivera recibió un reconocimiento especial por la labor que ha desempeñado durante su periodo como alta dignataria en la Corporación.[cita requerida]
Asimismo, fue condecorada con la distinción José Ignacio de Márquez al mérito judicial en la categoría oro por sus merecimientos excepcionales, la contribución al enriquecimiento de la jurisprudencia y al prestigio de la administración de justicia.[cita requerida]
Se destaca también que la magistrada Fajardo Rivera lideró el Encuentro de la Jurisdicción Constitucional denominado Entre Ríos y Saberes que se llevó a cabo en Girardot, Cundinamarca, los días 28 y 29 de septiembre de 2023.[cita requerida]
En el año 2022, la magistrada Fajardo fue incluida  en la selecta lista de "Las 50 mujeres poderosas Forbes 2022". Este medio reseñó: "Diana Fajardo adquirió relevancia en todo el país a finales de febrero tras convertirse en la única magistrada mujer de la Corte en apoyar la despenalización del aborto. Su labor viene avalada por más de 30 años de experiencia en los que se ha desempeñado tanto en el sector privado como público, donde se ha enfocado en el Derecho Constitucional". Así mismo, en el 2023, fue incluida en el listado de "Las 100 mujeres poderosas Forbes 2023".
Asimismo, fue la encargada de presidir la transición de la secretaria general de la Corte Constitucional, la cual estuvo a cargo, durante más de 30 años, por la magistrada Martha Sáchica Méndez. En su reemplazo fue elegida Andrea Liliana Romero López.[cita requerida]

## Publicaciones
- Diccionario de Colombia, en colaboración con Jorge Alejandro Medellín, Grupo Editorial Norma, Bogotá, 2005

Colaboraciones
- Los derechos fundamentales en la Constitución de 1991, con  Manuel José Cepeda, Editorial Temis y Consejería Presidencial para el Desarrollo de la Constitución de la Presidencia de la República, Bogotá, 1992.
- La Constituyente por dentro, mitos y realidades, con Manuel José Cepeda, Consejería Presidencial para el Desarrollo de la Constitución de la Presidencia de la República, Bogotá, 1993.
- La Constitución que no fue, y el significado de los silencios constitucionales, con Manuel José Cepeda, Ediciones Uniandes y el Áncora Editores, Bogotá, 1994.[11]

## Premios
- Premio Columbia, categoría "Significant Legal Ruling".[12]
- En el año 2021, la Alcaldía de Pereira le otorgó la Medalla "Orden Cruz de los Fundadores"  en el grado de caballero, en el marco del XV Encuentro de la Jurisdicción Constitucional "Diversidad y Reconocimiento, reconociendo su profesionalismo y liderazgo como colombiana ejemplar.

- Premios Excelencia en la Justicia 2022, categoría “Mejor magistrado de Alta Corte”, por liderar temas relativos a la lucha contra la violencia de género y la defensa de nuevos estándares de inclusión y diversidad, destacándose sus ponencias relativas al derecho a la educación (en particular en situaciones asociadas a la pandemia), derechos de las víctimas, medio ambiente, así como en derechos sexuales y reproductivos de la mujer.

- En la misma versión de los Premios Excelencia en la Justicia 2022, la magistrada también recibió el premio a “Mejor sentencia por su impacto social” por la Sentencia T-028 de 2022, la cual estableció que los pensamientos u opiniones que los periodistas expresan en el ejercicio de su profesión no son susceptibles de rectificación.
- A través del Decreto 212 del 2022, la Gobernación de Cundinamarca condecoró a la magistrada Fajardo Rivera con la "Orden Civil Cundinamarquesa "Antonio Nariño" Cruz de Oro – Granadino, a magistrados y magistradas de altas cortes de Colombia
- En ese mismo año, 2022, recibió una mención especial del Premio Sentencias 2022, el cual destaca fallos judiciales en favor de los derechos humanos de personas migrantes y con necesidades de protección internacional. Este premio internacional fue convocado por las siguientes organizaciones: la Agencia de las Naciones Unidas para los Refugiados (ACNUR), la Asociación Mexicana de Impartidores de Justicia, A.C. (AMIJ), la Comisión Interamericana de Derechos Humanos (CIDH), la Corte Interamericana de Derechos Humanos (CoIDH): la  Oficina en México del Alto Comisionado de las Naciones Unidas para los Derechos Humanos en (ONU-DH), la Organización Internacional de las Migraciones (OIM), el Comité sobre Trabajadores Migratorios (CMW), el Comité Internacional de la Cruz Roja (CICR), la Comisión de Derechos Humanos de la Ciudad de México (CDHCM), la Comisión Nacional de Derechos Humanos (CNDH) y Sin Fronteras IAP.
- Durante su presidencia, en el marco de los XII Premios Excelencia en la Justicia de la CEJ, la magistrada Fajardo Rivera recibió un reconocimiento especial por la labor que ha desempeñado durante su periodo como alta dignataria en la Corporación.
- Fue condecorada con la distinción José Ignacio de Márquez al mérito judicial en la categoría oro por sus merecimientos excepcionales, la contribución al enriquecimiento de la jurisprudencia y al prestigio de la administración de justicia.
- En julio de 2024 y a través del Decreto Protocolario 200 de ese mismo año, se le confirió la condecoración "Orden de la Sal", en único grado, por su liderazgo en temas relacionados con la lucha contra la violencia de género y la defensa de nuevos estándares de inclusión y diversidad. Así mismo, por destacarse en ponencias relativas con el derecho a la educación, derechos de las víctimas, medio ambiente y derechos sexuales y reproductivos de la mujer.
- Así mismo, en el 2024, fue galardonada, en la ciudad de Guayaquil (Ecuador), con el Premio La Corte Dice 2024, en el marco del Primer Congreso Internacional de Derecho Constitucional y Tributario, por su participación en la expedición de la Constitución Política de 1991; su trayectoria profesional en el sector público, "así como por su esfuerzo, desempeño incansable y una visión estratégica que ha trascendido en su carrera, dejando una huella indeleble en el campo del derecho".